# Wasyliwka (Krym)
Wasyliwka (ukr. Василівка, ros. Васильевка, Wasiljewka) – wieś na Ukrainie, w Autonomicznej Republice Krymu (de iure stanowiącej integralną część państwa ukraińskiego, w 2014 anektowanej przez Rosję i odtąd funkcjonującej jako Republika Krymu), w rejonie biłohirskim. W 2001 liczyła 1506 mieszkańców, wśród których 76 wskazało jako ojczysty język ukraiński, 1031 rosyjski, 374 krymskotatarski, 1 mołdawski, 6 białoruski, 8 ormiański, a 10 inny. Według spisu ludności przeprowadzonego przez okupacyjne władze rosyjskie populacja wsi w 2014 wynosiła 1331 osób.